# ISO 3533

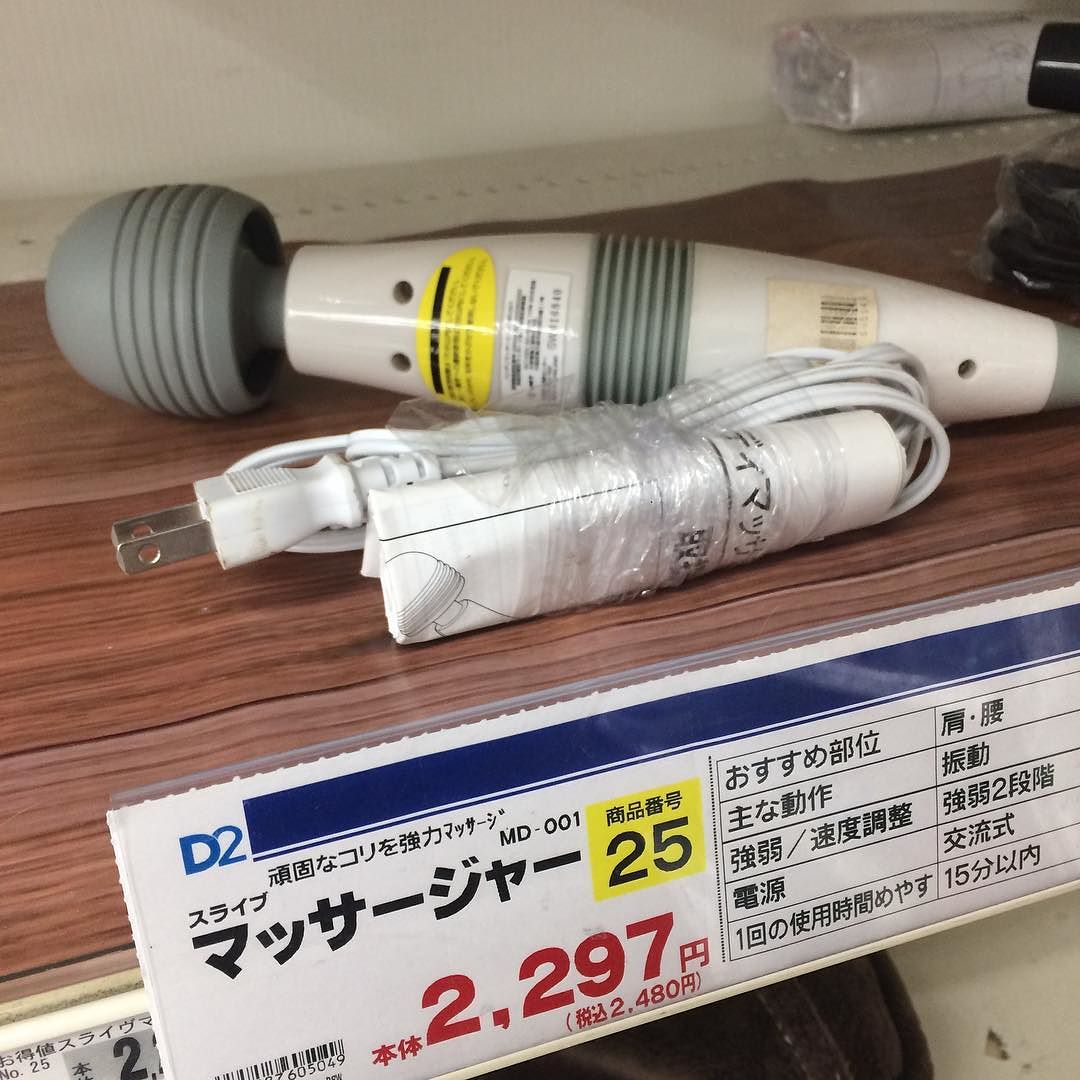
Naast deze norm moet voor elektrische speeltjes ook voldaan worden aan normen zoals IEC 60335 voor elektrische huishoudapparaten

De ISO-norm 3533 beschrijft aan welke veiligheidseigenschappen seksspeeltjes moeten voldoen. ISO is de afkorting voor International Organisation for Standardization, dit betekent dat de norm op mondiaal niveau gehanteerd wordt.

## Geschiedenis
De norm komt voor uit een voorstel van het Zweedse normeringsinstituut SIS om een kwaliteitsnorm voor sekspeeltjes in te voeren, nadat uit een studie was gebleken dat op eerste-hulp-afdelingen in Zweedse ziekenhuizen steeds vaker gevallen voorkwamen van lichaamsvreemde voorwerpen in de endeldarm, en dat in veel gevallen dit veroorzaakt werd door verkeerd ontworpen seksspeeltjes. Het voorstel werd ondersteund door de Amerikaanse ANSI die een RfC voor verschillende belanghebbenden in de seksspeeltjesindustrie en de medische wereld deed. De uitkomsten hiervan monden in 2021 uit in de eerste norm, ISO 3533:2021.

## Enkele vereisten
Een niet-uitputtelijke lijst van vereisten waaraan seksspeeltjes dienen te voldoen:
- Zaken zoals buttpluggen of chinese balletjes die in de anus gaan dienen zo ontworpen te zijn dat ze daar niet vast kunnen blijven zitten, en op z'n minst indien nodig door medisch personeel eenvoudig uit te vissen moeten zijn.

- Speeltjes zoals kuisheidsgordels, cockringen en handboeien moeten in geval van nood of bij verlies van de sleutels losgemaakt kunnen worden met huishoudelijk gereedschap zoals een nijptang.

- Speeltjes die diverse lichaamsopeningen gaan moeten vrij zijn van bramen en scherpe randjes die snijwonden kunnen veroorzaken.